# Михайловський Микита Олександрович
Микита Олександрович Михайловський (рос. Ники́та Александрович Михайло́вский; псевдо — Сергєєв; 8 квітня 1964, Москва, Російська РФСР — 24 квітня 1991, Лондон, Велика Британія) — радянський актор, Один з найактивніших діячів неофіційної, напівпідпільної ленінградської культури кінця 1980-х рр.., засновник (спільно з режисером Борисом Юханановим і групою «Оберманекен») «Театр-Театру», учасник багатьох відеоробіт Юхананова.
Став широко відомим після головної ролі в фільмі «Вам і не снилося» (1981).
Помер від лейкозу.

## Акторські роботи
1. 1971: Ніч на 14-й паралелі —  хлопчик
2. 1974: П'ятірка за літо
3. 1977: Освідчення в коханні —  Пилипко-підліток
4. 1978: Діти як діти —  Діма
5. 1978: Чужа —  Митя  (в титрах — Микита Сергєєв)
6. 1979: Старшина —  танкіст
7. 1980: Вам і не снилося… —  Рома Лавочкін
8. 1983: Графоман —  відвідувач ресторану  (немає в титрах)
9. 1985: Заради кількох рядків —  Михайло Єгоров, лейтенант, військовий кореспондент
10. 1985: Вийти заміж за капітана —  лейтенант міліції
11. 1986: Парасолька для молодят —  Толя
12. 1987: Акселератка —  страховий агент Кузя
13. 1988: Міс мільйонерка —  Ігор Миколайович
14. 1988: Есперанса (СРСР — Мексика) —  Микола (Nicolái)
15. 1989: Караул —  засуджений- «стукач»
16. 1990: Ленінград. Листопад (СРСР — ФРН) —  Микита, художник
17. 1990: Кат —  лейтенант міліції